# Julio Alemán
Julio Méndez Alemán (Morelia, 29 de novembro de 1933 - Cidade do México, 11 de abril de 2012) foi um ator mexicano. Foi deputado federal da Câmara de Deputados do México entre 1991 e 1994.

## Biografia
Filho de Jose Méndez Velazquéz, um banqueiro, e Dona Otília Alemán. Foi o oitavo de onze filhos. Quando tinha dois meses de idade seus pais se mudaram com toda a família para Torreón, Coahuila. Estudou para ser engenheiro agrônomo têxtil , mas abandonou a carreira para se dedicar à carreira de ator. Estreou no teatro em 1952 na peça Espaldas Mojadas. Em 1957 fez sua estreia profissional na peça Corazón Arrebatado. Sua primeira telenovela feita no México, foi em 1958 Senda prohibida ao lado de grandes atores como Silvia Derbez, Hector Gomez, Alicia Montoya, Gil Barbara, Dalia Iniguez, Benedico Augusto, Luis Beristain, Lavat e Miguel Jorge Suarez, entre outros. Isto foi seguido por uma longa lista de novelas como: El otro, La cobarde, Juana Inés de la Cruz, El Adorable Profesor Aldao , Pobre Clara, Dos a quererse, Mi destino eres tu, Las vías del amor, Mujer de Madera, destilando amor entre muitos outros. No cinema Júlio tem uma coleção de vários filmes, participou nas versões de filmes memoráveis da mesma forma que 1997 tinha aparecido em mais de 30 peças entre eles: Nina, Con M de muerte, Los derechos de la mujer, El fantasma de la ópera,' seu ultimo trabalho no teatro foi com a peça Perfume de Gardenia em 2012, no cinema foi no filme Tango das mortes em 2008 e na TV foi na novela Soy tu dueña interpretando o advogado Ernesto Galeana. Em seus últimos anos, exerceu a sua profissão se dedicou à política, com o MP local no DF. Ele também atuou como Secretário-Geral da ANDA .

## Vida Pessoal
Alemán foi casado com Esperanza Martínez, o casal tiveram 6 filhos: Arturo, Mauricio, Alan, Daniel, Martín e Julío Alemán Jr.

## Morte
No dia 09 de abril de 2012, Alemán deu entrada no Hospital Instituto Nacional de Doenças Respiratórias, devido a uma infecção nos pulmões, 10 dias antes, havia sofrido um AVC, afetando seu problema cardíaco e os rins. Morreu na noite do dia 11 de abril de 2012, decorrência de um câncer de pulmão. O ultimo adeus foi considerado uma repercussão no México foi prescindida por família e amigos...
"Ele não era um ator era um grande homem de liderança, ele era um homem maravilhoso foi bom, mas não era homem era Don Julio Alemán Descanse em paz amigo e compadre".

## Filmografia

### Televisão
- Soy tu dueña (2010) ... Ernesto Galeana
- Corazón salvaje (2009-2010) .....  Narrador/Juez Pedro Solana
- Las tontas no van al cielo (2008)  .....  Arturo Molina
- Amor sin maquillaje (2007)
- Destilando amor (2007)  ..... Roberto Avellaneda
- La verdad oculta (2006)  ..... Adolfo Ávila
- Mujer de madera (2004-2005) ..... Aarón Santibañez
- Amor real (2003) ..... Joaquín Fuentes Guerra
- Las vías del amor (2002-2003) ..... Alberto Betanzos
- Mi destino eres tú (2000) ..... Augusto Rodriguez Franco
- Cuento de Navidad (1999-2000) ..... Severo Rubiales Conde
- Alma rebelde (1999) ..... Diego Pereira
- Nunca te olvidaré (1999) .... Juez
- Gotita de amor (1998) ..... Juez
- Mi pequeña traviesa (1997)
- Confidente de secundaria (1996) .... Simón
- Cautiva (1986) ..... Javier Arellano
- Aprendiendo a vivir (1984) ..... Rafael
- Profesión: Señora (1983)
- Infamia (1981) ..... Víctor Andreu
- Sandra y Paulina (1980) ..... Andrés
- Dos a quererse (1977)
- Pobre Clara (1975) ..... Dr. Cristián de la Huerta
- Sacrificio de mujer (1972) (Venezuela) ..... Miguel Ángel
- El Adorable Profesor Aldao (1971) (Peru) ..... Profesor Mariano Aldao
- El ciego (1969) (Venezuela) .... Julián
- Rocámbole (1967)
- Nuestro barrio (1965)
- La cobarde (1962)
- Sor Juana Inés de la Cruz (1962)
- El otro (1960)
- Senda prohibida (1958)

### Cinema
- "Tango das mortes" (2008)
- "Dos bien puestos" (2006)
- "No hay derecho joven" como San Pedro (2006)
- "Se les peló Baltazar" (2006)
- "Un Artista del hambre" (2005)
- "Emboscada de federales" (2003)
- "La Estampa del escorpión" (2002)
- "La Dama de la Texana" (2001)
- "Padres culpables" como Sebastián (2001)
- "También las mujeres pueden" (2001)
- "Cuando el poder es" como Maestro (2000)
- "Agarren al de los huevos" como Don Aurelio (2000)
- "El Tesoro del Pilar" (2000)
- "Milenio, el principio del fin" (2000)
- "Venganza contra el reloj" (1999)
- "Puño de lodo" (1999)
- "La Fiesta de los perrones" (1999)
- "La Hijas de Xuchi Paxuchil" (1999)
- "Si nos dejan" (1999)
- "Acábame de matar" como Comandante (1998)
- "La Paloma y El Gavilan" como Don Artemio (1998)
- "Secuestro: Aviso de muerte" (1998)
- "Veinte años después" (1998)
- "Mujeres bravas" (1998)
- "La Banda del mocha orejas" (1998)
- "Raza indomable" (1998)
- "Hembras con valor de muerte" (1998)
- "La Hora 24" como Pedro de Limantur (1990)
- "Funerales del terror" (1990)
- "Vacaciones de terror" como Fernando (1989)
- "Mi fantasma y yo" (1988)
- "Ladrón" (1988)
- "Sábado D.F." (1988)
- "La Leyenda del Manco" (1987)
- "Policía de narcóticos" como Sr. de la Parra (1986)
- "El cafre" (1986)
- "La cárcel de Laredo" (1985)
- "Prohibido amar en Nueva York" (1984)
- "Territorio sin ley" (1984)
- "Pedro el de Guadalajara" (1983)
- "Los dos matones" (1983)
- "El ahorcado" como Regino (1983)
- "Inseminación artificial" (1983)
- "La contrabandista" (1982)
- "Padre por accidente" (1981)
- "La agonía del difunto" (1981)
- Tiempo para amar (1980)
- "Pelea de perros" (1980)
- "Del otro lado del puente" (1980)
- "El Cara parchada" como Joe (1980)
- "El Tren de la muerte" como Álvaro Cortés (1979)
- "Los Japoneses no esperan" (1978)
- "Despertados" (1977)
- "Un Mulato llamado Martín" (1975)
- "Un Amor extraño" (1975)
- "Un Camino al cielo" (1975)
- "Los Valientes de Guerrero" (1974)
- "Mi amorcito de Suecia" como Marcelo (1974)
- "Adiós, amor" como Martín (1973)
- "Diamantes, oro y amor" (1973)
- "El Imponente" (1973)
- "Mi mesera" (1973)
- "El Sargento Perez" (1973)
- "Tampico" (1972)
- "El Arte de engañar" (1972)
- "La Pequeña señora de Perez" (1972)
- "Rio salvaje" (1971)
- "El Idolo" (1971)
- "En esta cama nadie duerme" (1971)
- "Los Novios" como Antonio Domínguez (1971)
- "Los Corrompidos" como Martin (1971)
- "La Viuda blanca" como Martín Duran (1970)
- "El tunco Maclovio" como El Tunco Maclovio Castro (1970)
- "Cruz de amor" (1970)
- "La Muralla verde" (1970)
- "Una Mujer para los sábados" (1970)
- "Como enfriar a mi marido" (1970)
- "La Trinchera" (1969)
- "Trampas de amor" (1969)
- "Préstame a tu mujer" (1969)
- "Patsy, mi amor" como Ricardo (1969)
- "Una Noche bajo la tormenta" (1969)
- "Peligro...! Mujeres en acción" como Alex Dinamo (1969)
- "Valentin Armienta el vengador" (1969)
- "La Guerrillera de Villa" (1969)
- "El Yaqui" (1969)
- "Las pirañas aman en cuaresma" como Raúl (1969)
- "Corazón salvaje" (1968) como Juan del Diablo
- "Amor perdoname" (1968)
- "Los Angeles de Puebla" como Leonardo Reyes (1968)
- "Mujeres, mujeres, mujeres" (1967)
- "Rocambole contra la secta del escorpión" como Rocambole (1967)
- "SOS Conspiración Bikini" (1967)
- "Rocambole contra las mujeres arpías" como Rocambole (1967)
- "La Perra" como Lucas (1967)
- "Mariana" (1967)
- "El derecho de nacer" como Alberto Limonta (1966)
- "Sangre en Rio Bravo" (1966)
- "Solo de noche vienes" (1966)
- "Me ha gustado un hombre" (1965)
- "Preciosa" (1965)
- "Los Hijos que yo soñé" (1965)
- "Mi héroe" (1965)
- "Diablos en el cielo" (1965)
- "Napoleoncito" (1964)
- "Yo, el valiente" (1964)
- "Los Novios de mis hijas" como Lorenzo Robles (1964)
- "Historia de un canalla" como Julio Benavente (1964)
- "Museo del horror" (1964)
- "Amor y sexo (Safo '63)" como Raúl Solana (1964)
- "La Sonrisa de los pobres" (1964)
- "La Edad de la violencia" como Fuentes (1964)
- "El Hombre de papel" (1963)
- "La Diosa impura" como Julio (1963)
- "La Risa de la ciudad" (1963)
- "Una Joven de 16 años" (1962)
- "Neutrón contra el Dr. Caronte" (1963)
- "Cuando los hijos se pierden" (1963)
- "Me dicen el consentido" (1962)
- "La Muerte pasa lista" (1962)
- "Nostradamus, el genio de las tinieblas" como Antonio (1962)
- "La Barranca sangrienta" (1962)
- "Locos por la música" (1962)
- "El Látigo negro contra los farsantes" (1962)
- "La Venganza del resucitado" (1962)
- "Los Autómatas de la muerte" (1962)
- "Los Encapuchados del infierno" (1962)
- "Nostradamus y el destructor de monstruos" como Antonio (1962)
- "Neutrón el enmascarado negro" como Caronte (1962)
- "Nuestros odiosos maridos" (1962)
- "La Marca del gavilán" (1962)
- "Juventud sin Dios" como Raymundo (1962)
- "Con la misma moneda" (1961)
- "Los Inocentes" (1961)
- "Los Hermanos Del Hierro" como Martín Del Hierro (1961)
- "Aventuras del látigo negro" (1961)
- "La Maldición de Nostradamus" como Antonio (1961)
- "Los Jóvenes" como El Gato (1961)
- "Tres Romeos y una Julieta" (1961)
- "Tirando a matar" (1961)
- "La Sangre de Nostradamus" como Antonio (1961)
- "Simitrio" (1960)
- "La Cigüeña dijo sí" (1960)
- "Impaciencia del corazón" (1960)
- "La Maldición de Nostradamus" como Antonio (1960)
- "Neutrón, el enmascarado negro" (1960)
- "La Edad de la tentación" (1959)
- "Una Abuelita atómica" (1958)
- "El Zarco" (1957)

### Teatro
- Perfume de Gardenia (2012)
- Doce hombres en pugna (2009)
- Yo y mi chica
- El fantasma de la ópera (1976)
- Modisto de señoras
- Nina
- Los derechos de la mujer
- Irma la dulce
- Locura de juventud
- Con M de muerte
- Corazón arrebatado (1957)
- Espaldas mojadas (1952)

## Prêmios e indicações

### TVyNovelas
| Ano  | Categoria             | Programa/Telenovela | Resultado |
| ---- | --------------------- | ------------------- | --------- |
| 2008 | Melhor ator principal | Destilando amor     | Indicado  |
| 2007 | Melhor ator principal | La verdad oculta    | Venceu    |